# Mantispa tessmanni
Mantispa tessmanni is een insect uit de familie van de Mantispidae, die tot de orde netvleugeligen (Neuroptera) behoort. 
Mantispa tessmanni is voor het eerst wetenschappelijk beschreven door Stitz in 1913.